# Platan arizoński
Platan arizoński (Platanus wrightii S.Watson) – gatunek rośliny z rodziny platanowatych (Platanaceae T. Lestib. ex Dumort.). Występuje naturalnie w południowej części Stanów Zjednoczonych (w zachodnim Nowym Meksyku i wschodniej Arizonie) oraz w Meksyku (w stanach Coahuila, Sinaloa i Sonora). Epitet gatunkowy został nadany na cześć Charlesa Wrighta (1811–1885) – botanika działającego przede wszystkim w Teksasie (w latach 1837–1952), a także na Kubie oraz w rodzinnym stanie Connecticut. W 1934 roku D.L. Benson opisał związki pomiędzy platanem arizońskim a P. racemosa z południowej Kalifornii. Obniżył on takson P. wrightii do odmiany P. racemosa var. wrightii (S. Watson) L. Benson. Jednak większość autorów (w tym także The Plant List) zachowały ten takson jako odrębny gatunek ze względu na charakterystyczne liście i owoce. 

## Morfologia

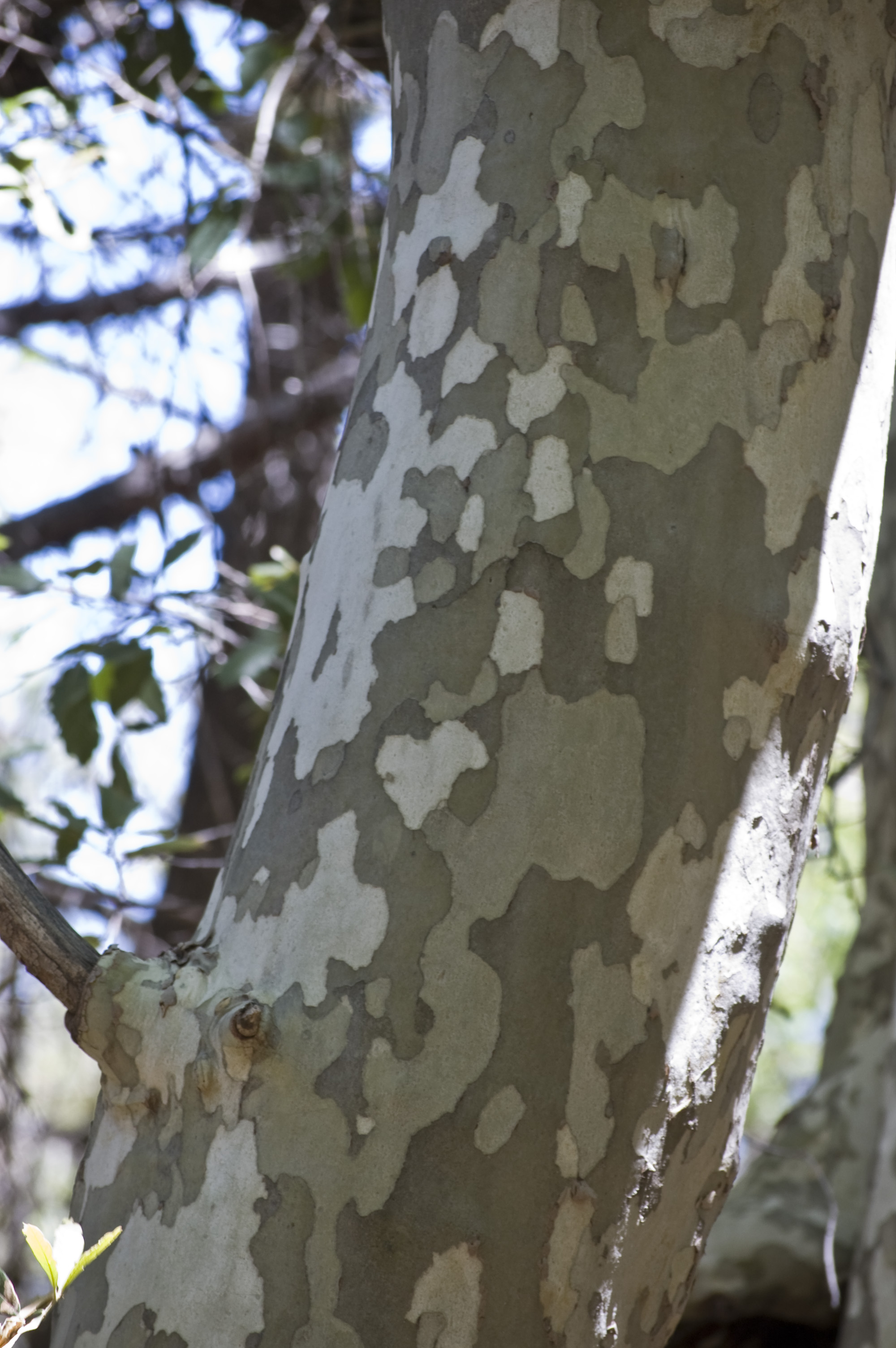
Pień

PokrójZrzucające liście drzewo dorastające do 25 m wysokości. Pokrój jest rozłożysty. Gałęzie mają białą barwę. Kora ma jasnoszarą barwę z białymi plamkami.
LiścieSą dłoniasto-klapowane, z 3 lub 5 klapami, bezwłose. Mierzą 9–25 cm długości oraz 9–30 cm szerokości. Mają zielona barwę. Blaszka liściowa jest o ostrym lub spiczastym wierzchołku. Ogonek liściowy jest nagi i dorasta do 4–7 mm długości. Przylistki są nietrwałe, całobrzegie lub ząbkowane na brzegu.
KwiatySą niepozorne, zebrane w kłębiki, rozwijają się w kątach pędów. Mają żółtą barwę. Dorastają do 20 cm długości.
OwoceCzworoboczne niełupki z kosmkiem długich włosów u nasady, osiągają 5–8 mm długości, zebrane są w kuliste owocostany o długości 3 cm.

## Biologia i ekologia
Jest rośliną jednopienną. Rośnie w lasach, na brzegach rzek oraz w wilgotnych skalistych kanionach. Preferuje miejsce w pełnym nasłonecznieniu, z wilgotnym podłożem. Występuje na wysokości od 600 do 2000 m n.p.m. Kwitnie od marca do maja, natomiast owoce dojrzewają od czerwca do października. Dzięcioły i inne pustynne ptaki zakładają gniazda w wydrążonych pniach starych drzew.